# American Violet
American Violet es una película dramática de 2008 dirigida por Tim Disney y protagonizada por Nicole Beharie, Will Patton y Alfre Woodard. La película está basada en hechos reales.

## Argumento
Dee Roberts es una madre soltera afroamericana de 24 años que tiene hijos y que vive en una pequeña comunidad de Texas. Tiene una vida en la que resulta difícil para ella llegar a fin de mes y mantener a sus hijos.
Un día, la policía la arresta durante una redada de drogas, a pesar de que ella insiste en su inocencia. Aunque no tiene ficha policial, ni la han encontrado en posesión de drogas, le dan la opción de declararse culpable y regresar a su casa procesada como criminal convicto o permanecer encarcelada y luchar contra los cargos, lo cual implicaría arriesgarse a perder la custodia de sus hijos y terminar encarcelada cumpliendo una larga condena.
Ella escoge combatir al procurador del estado de Texas y el sistema criminal inflexible que este representa. Con la ayuda del abogado de la ACLU y un antiguo oficial de narcóticos de esa comunidad, Dee arriesga todo en este enfrentamineto que cambiará su vida y el sistema de justicia de Texas.

## Reparto
| Actor             | Personaje          |
| ----------------- | ------------------ |
| Nicole Beharie    | Dee Roberts        |
| Tim Blake         | Nelson David Cohen |
| Will Patton       | Sam Conroy         |
| Michael O'Keefe   | Calvin Beckett     |
| Xzibit            | Darrell Hughes     |
| Malcolm Barrett   | Byron Hill         |
| Charles S. Dutton | Reverendo Sanders  |
| Alfre Woodard     | Alma Roberts       |

## Producción

### Desarrollo
En 2000 Regina Kelly fue arrestada en Hearne, Texas, como parte de una redada policial antidroga de gran escala organizada por el fiscal del distrito John Paschall basándose en información de un informante dudoso. Siendo inocente, ella  se negó a hacer un acuerdo de culpabilidad y luchó contra el fiscal. Por el camino se destapó que el informante mintió y que montó una mentira habiendo estado bajo presión por ese fiscal para conseguir muchos arrestos en su vecindario. La motivación del fiscal al respecto fue racismo y oportunismo, cosa que ella en su lucha pudo destapar y parar consiguiendo así un acuerdo favorable para ella y los demás.
En 2002 el productor Bill Haney oyó la historia en la radio y, inspirado al respecto, contactó a Tim Disney para convencerle de que se hiciera como docudrama o película. Cuando Tim Disney oyó, que era una historia del presente y no del pasado, él, horrorizado, decidió hacerla con él como película. Durante los siguientes 4 años elaboraron así el guion y contactaron para ello a los involucrados al respecto para luego comprimir todo al respecto en el guion. Finalmente, para proteger a los involucrados y para hacer consciente que el asunto no era un caso único, se cambiaron los nombres y el lugar de lo ocurrido. De esa manera Regina se convirtió en Dee, John Paschall en Calvin Beckett, el abogado de la ACLU Graham Boyd en Blake Nelson y Hearne se convirtió en Melody.

### Preproducción
Una vez terminado el guion, ambos empezaron a reclutar los actores para la película. Para la protagonista ellos reclutaron a una nueva actriz llamada Nicole Beharie, que hizo así su primera película como protagonista. También reclutaron a conocidos como Tim Blake Nelson, Will Patton, Michael O’Keefe, Alfre Woodard y Charles S. Dutton.

### Filmación
La película fue filmada en 2007 en Nueva Orleans bajo el título American Inquisitor y su rodaje duró 5 semanas. Una vez hecha, se estrenó la película bajo el nombre American Violet el 28 de agosto de 2008.

## Recepción
Hoy en día la película ha sido valorada en portales cinematográficos y por los críticos profesionales. En IMDb, por ejemplo, con aproximadamente 2900 votos registrados, el largometraje obtiene una media ponderada de 6,9 sobre 10. En cuanto a Rotten Tomatoes, los más de 10 000 votos registrados le dieron allí una valoración media de 3,9 de 5, mientras que los 57 críticos profesionales registrados allí le dieron una valoración media de 6,7 de 10. Finalmente cabe destacar, que en La Vanguardia el 68 % de los usuarios registrados en ese periódico le dan una valoración positiva al filme.